# 마쓰다이라 미쓰치카
마쓰다이라 미쓰치카(일본어: 松平光慈, 1712년 10월 22일 ~ 1732년 9월 29일)는 야마시로 요도번 제2대 번주, 시마 도바 번주, 시나노 마쓰모토 번 초대 번주를 지냈다. 도다 마쓰다이라가(戸田松平家) 제6대 당주.
| 전임 마쓰다이라 미쓰히로 | 제2대 요도번 번주 (도다 마쓰다이라가) 1717년 | 후임 마쓰다이라 노리사토 |

| 전임 이타쿠라 시게하루 | 도바 번 번주 (도다 마쓰다이라가) 1717년 ~ 1725년 | 후임 이나가키 데루카타 |

| 전임 미즈노 다다쓰네 | 제1대 마쓰모토 번 번주 (도다 마쓰다이라가, 재봉) 1725년 ~ 1732년 | 후임 마쓰다이라 미쓰오 |